# Bamendjing
Bamendjing est une localité de l'Ouest du Cameroun, située en pays Bamiléké, à 25 km de Bafoussam. Elle est rattachée à la commune de Galim, dans le département des Bamboutos. C'est une chefferie de 2e degré.

## Climat
Bamendjing est doté d'un climat tropical de type Aw selon la classification de Köppen, avec une température annuelle moyenne de 21,8 °C et des précipitations d'environ 2 003 mm par an, plus faibles en hiver qu'en été.

## Barrage
Le village est situé à proximité immédiate du barrage de Bamendjing, d'une capacité de 1,8 milliard de m³, qui assure avec ceux de Mbakaou et de la Mapé la régularisation du fleuve Sanaga.

## Histoire

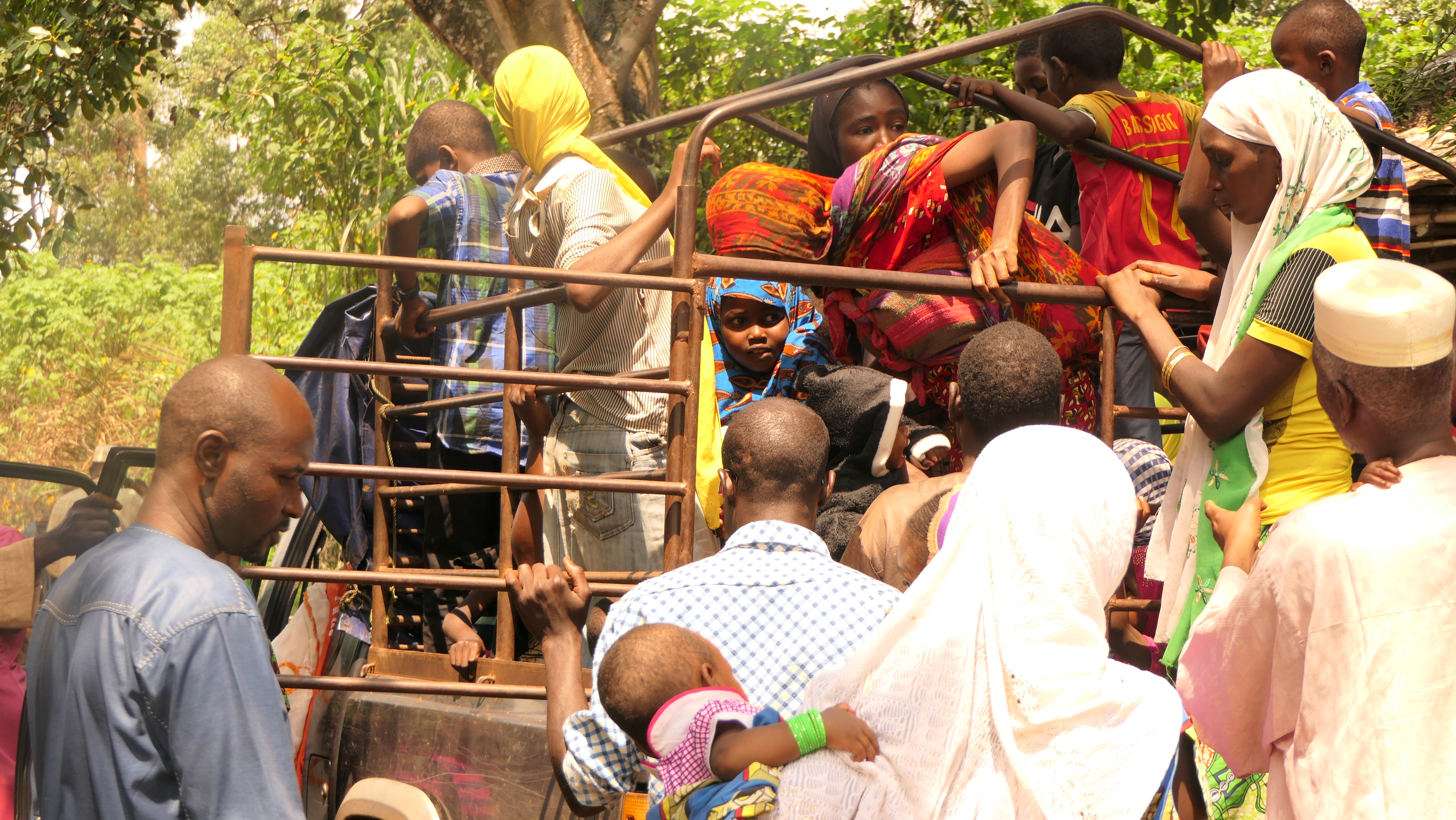
Transport d'enfants déplacés de la région du Nord-Ouest fuyant la crise anglophone au Cameroun (2019).

Les Bamendjing sont originaires de Bambili dans le Nord-Ouest du Cameroun.
À la suite d'un mécontentement relatif à la dévolution de la succession après le décès d'un fon à Bambili au XVIe siècle, un groupuscule de personnes décide de quitter le village de Bambili. C'est ainsi que ces derniers se retrouvent dans le département des Bamboutos précisément à Bamendjing. Mais les choses ne seront pas faciles car le peuple Bamendjing devra faire face aux multiples agressions de leurs voisins. Le peuple Bamendjing est un  peuple de guerrier  qui a su s'installer dans la zone. Il revendique une dynastie de 19 rois dont le 19e, SM Fong Pekeko Feko Isaac, règne depuis 1990. La dynastie fut fondée par Fong NtuckTaghuie.

## Infrastructures et services publics
Bamendjing dispose d'un centre de santé (CSI), d'un établissement scolaire technique (CETIC) et d'une centrale électrique isolée exploitée par Enéo d'une capacité installée de 53 kW.

## Cultes
La paroisse protestante de Bamendjing relève de la région synodale des Bamboutos et Nord-Ouest de l'Église évangélique du Cameroun.